# Ebisu (Shibuya)
Ebisu é um distrito em Shibuya, Tóquio. A estação de Ebisu está localizada neste distrito. O nome do grupo musical de ídolos japonês Shiritsu Ebisu Chūgaku faz referência a este distrito.